# Fasterholt Sogn
Fasterholt Sogn er et sogn i Herning Søndre Provsti (Viborg Stift).
Fasterholt Kirke blev i 1897 indviet som filialkirke til Arnborg Kirke, og Fasterholt blev et kirkedistrikt i Arnborg Sogn, som hørte til Hammerum Herred i Ringkøbing Amt. Kirkedistriktet hed i starten Skibbild og skiftede i 1926 navn til Fasterholt. Arnborg sognekommune inkl. kirkedistriktet gik i 1967 sammen med Rind sognekommune i Arnborg-Rind Kommune, der ved kommunalreformen i 1970 blev indlemmet i Herning Kommune.
Da kirkedistrikterne blev nedlagt 1. oktober 2010, blev Fasterholt Kirkedistrikt udskilt som det selvstændige Fasterholt Sogn.
Stednavne, se Arnborg Sogn.